# Otterdam

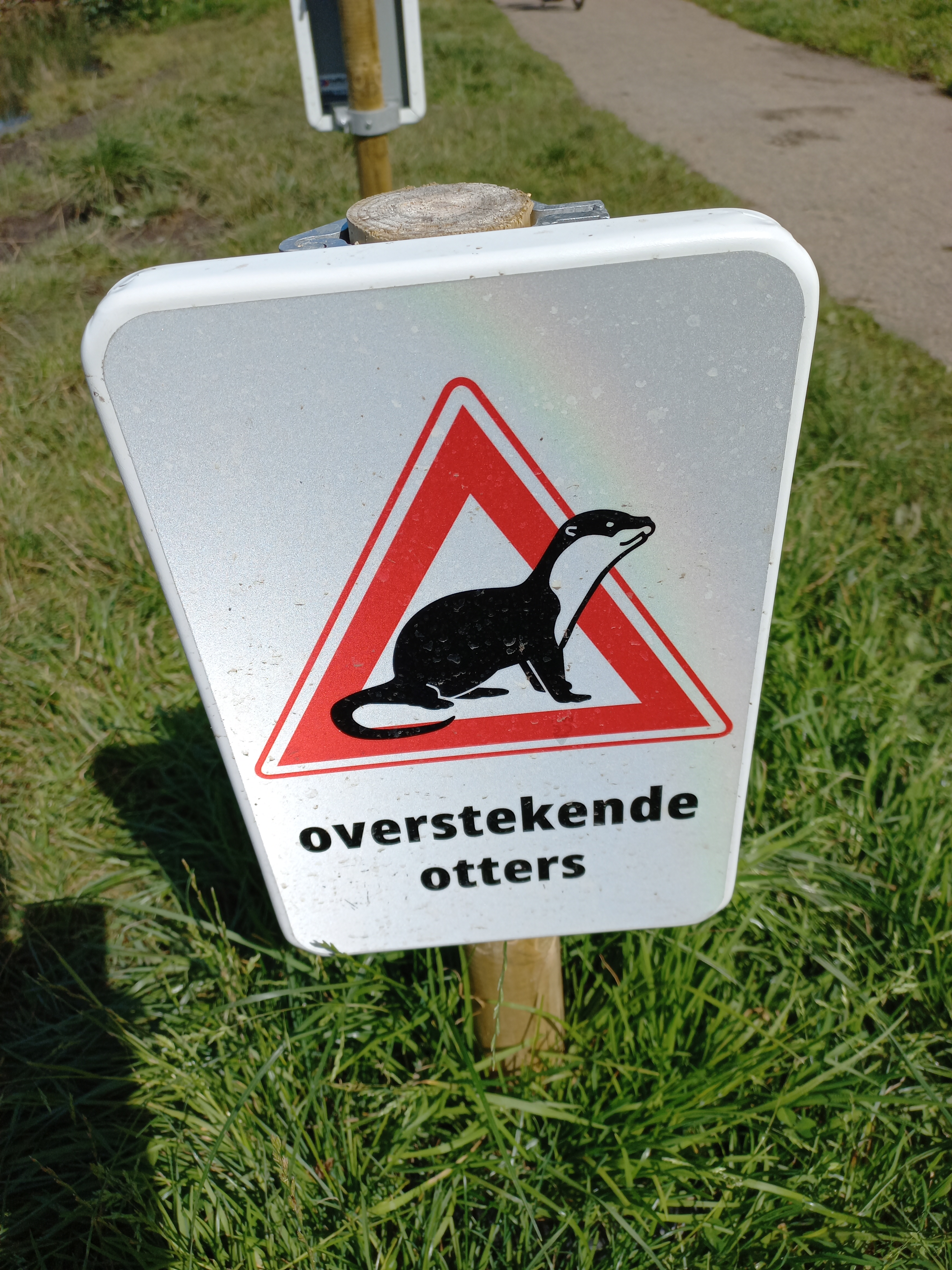
Verkeersbord Overstekende otters (augustus 2023)

Otterdam is een ecologisch kunstwerk in het Westerpark in Amsterdam.
De naam verwijst naar de otter die in het verre verleden leefde in het gebied waarin het Westerpark is aangelegd. Het gebied bestond eeuwenlang als moeras, langzaam omgewerkt tot agrarisch gebied. De laatste grote ontwikkeling was dat het opgeslokt werd door Amsterdam met haar uitbreidende bebouwing. Die oprukkende stad met bijbehorend verkeer verdreef de otter uit deze streek; hij kwam er voorlopig niet terug. Door verregaande ecologische maatregelen in de 21e eeuw kwam de otter gewild (uitzetten) en ongewild (immigratie uit ander gebied) terug naar Amsterdam en werd wel gesignaleerd in IJburg, dat wel aan de andere kant van de stad ligt.
Om het gebied rond Westerpark toch klaar te maken voor de terugkomst van de otter werd een kunstmatige infrastructuur aangelegd. Het kreeg de naam Otterdam, een samentrekking van otter en dam, en werd vergezeld door officieuze verkeersborden waaronder "Tot ziens in Otterdam". Initiatiefnemers waren galerie Transnaturel en kunstenaar Theun Karelse, die juist gevestigd zijn aan straten die in Amsterdam bekend staan als juist weinig natuurvriendelijk. De galerie en kunstenaar zijn respectievelijk gevestigd aan verkeersaders Jan van Galenstraat en Witte de Withstraat.
Het kunstwerk bestaat uit een drijvende raamconstructie van bamboestengels. Deze stengels verbinden negen eilandjes die op de knooppunten liggen. Deze constructie werd gekozen vanwege het minimaal ingrijpen in de natuur, de open constructie blijft licht en lucht verzorgen voor de onderliggende waterwereld met flora en fauna. Er was direct een tweede versie nodig, want Storm Poly blies de eerste versie weg. De kunstenaar kon het werk opnieuw inrichten zonder verregaande maatregelen; de sloot is slechts heupdiep. Het project bestaat uit een eilandje, een oversteekplek, een brug (bordje bij brug 2356), een meertje en een “otterduct”.

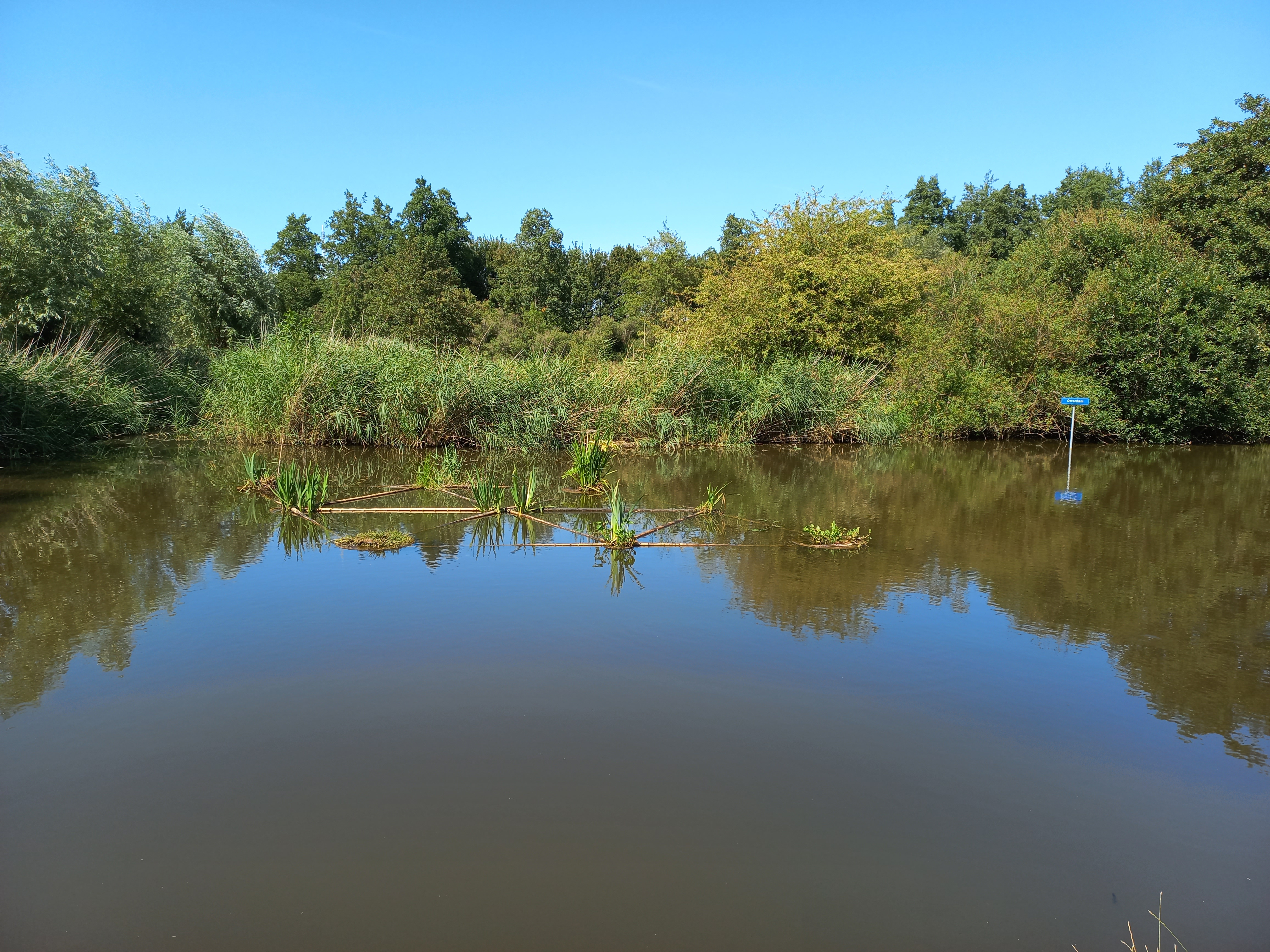
Drijvende tuin (augustus 2023)